# Уолш, Эдмунд
Отец Эдмунд Алоизиус Уолш (англ. Edmund A. Walsh; 10 (22) октября 1885 года — 31 октября 1956 года) — католический священник-иезуит из США, профессор геополитики и основатель школы иностранной службы Джорджтаунского университета, основанной в 1919 году; в течение шести лет служил её первым регентом.

## Биография
Руководил Папской миссией помощи голодающим в России в 1922 году, которая в августе 1922 — июне 1924 года ежедневно обеспечивала обедами и пайками в целом 150—160 тысяч человек, прежде всего детей, в том числе в Крыму, где работал филиал миссии. Объёмы и интенсивность оказания помощи Уолш тесно связывал со смягчением атеистической политики советского руководства. Как неофициальный представитель Ватикана в РСФСР (а затем в СССР), защищал интересы католической церкви на советской территории.
Позднее Уолш от имени Ватикана пытался решить проблемы между Церковью и государством в Мексике во время восстания кристерос (в 1929 году), и провёл переговоры с правительством Ирака о создании Американской высшей школы в Багдаде в 1931 году в Багдадском колледже.
После победы союзников во Второй мировой войне Уолш служил консультантом начальника Совета США на Нюрнбергском процессе. Одна из его обязанностей заключалась в том, чтобы допросить немецкого геополитика генерала Карла Хаусхофера, чтобы определить, следует ли его судить за военные преступления.
Активный антикоммунист, энергично пропагандировал антикоммунистические идеи на протяжении всей жизни, выступал против дипломатического признания СССР, учитывая антирелигиозную практику советского государства. Утверждается, что Уолш первым предложил сенатору Маккарти использовать антикоммунистические настроения, чтобы получить политическое влияние.
Автор книги «Падение Российской Империи: история последнего из Романовых и прихода большевиков» (1928).

## Наследие
В 1956 году, после смерти Уолша, Президент Дуайт Д. Эйзенхауэр отправил письмо в Джорджтаунский университет, которое гласило:

Смерть отца Уолша является тяжелой потерей для Общества, в котором он служил столько лет, для образовательной и религиозной жизни Соединенных Штатов и для свободных людей западного мира. В течение четырёх десятилетий он был энергичным и вдохновляющим чемпионом свободы человечества и независимости для народов… при каждом призыве к долгу вся его энергия руководства и мудрость совета были посвящены служению Соединенным Штатам.
Оригинальный текст (англ.)The death of Father Walsh is a grievous loss to the Society in which he served so many years, to the educational and religious life of the United States and to the free people of the Western world. For four decades, he was a vigorous and inspiring champion of freedom for mankind and independence for nations... at every call to duty, all his energy of leadership and wisdom of counsel were devoted to the service of the United States.

Наиболее устойчивым наследием Уолша является основанная им Школа дипломатической службы им. Эдмунда Уолша, ставшая инкубатором для лидеров в Соединенных Штатах и на международном уровне. Выпускниками школы были президент США Билл Клинтон, президент штаба президента США Барака Обамы Денис Макдоноу, глава штаба президента США Дональда Трампа Джон Ф. Келли и руководители разведывательного сообщества США (Джордж Тенет), американского рабочего движения (Президент AFL-CIO Лейн Киркланд) и Американской католической церкви (архиепископ Нью-Йорка Джон Джозеф О’Коннор). Главы государств, получивших образование в Школе, включали короля Иордании Абдаллу, короля Испании Филиппа VI и президента Филиппин Глории Макапагал-Арройо.